# Уарьер
Уарье́р (фр. Oyrières) — коммуна во Франции, находится в регионе Франш-Конте. Департамент — Верхняя Сона. Входит в состав кантона Отре-ле-Гре. Округ коммуны — Везуль.
Код INSEE коммуны — 70402.

## География
Коммуна расположена приблизительно в 280 км к юго-востоку от Парижа, в 50 км северо-западнее Безансона, в 50 км к западу от Везуля.
По территории коммуны протекает небольшая река Экулот.

## Население
Население коммуны на 2010 год составляло 428 человек.
| 1962 | 1968 | 1975 | 1982 | 1990 | 1999 | 2010 |
| ---- | ---- | ---- | ---- | ---- | ---- | ---- |
| 339  | 347  | 348  | 390  | 401  | 451  | 428  |

## Администрация
| Период | Период | Фамилия     | Партия | Примечания |
| ------ | ------ | ----------- | ------ | ---------- |
| ?      | 2003   | Мишель Бёре |        |            |
| 2003   | 2014   | Тьерри Обри |        |            |

## Экономика
В 2010 году среди 253 человек трудоспособного возраста (15—64 лет) 183 были экономически активными, 70 — неактивными (показатель активности — 72,3 %, в 1999 году было 65,9 %). Из 183 активных жителей работали 167 человек (90 мужчин и 77 женщин), безработных было 16 (5 мужчин и 11 женщин). Среди 70 неактивных 19 человек были учениками или студентами, 29 — пенсионерами, 22 были неактивными по другим причинам.

## Достопримечательности
- Южный фонтан и общественная прачечная (1827—1829 годы). Исторический памятник с 1988 года[3]
- Северная общественная прачечная (1845—1846 годы). Исторический памятник с 1986 года[4]

## Фотогалерея
- Южный фонтан и общественная прачечная
- Южный фонтан и общественная прачечная
- Карта коммуны